# Bandera de Kansas

Bandera del gobernador de Kansas

La bandera del estado de Kansas fue aprobada en 1927. Los elementos de la bandera incluyen el estado y un sello de girasol. Este diseño original se modificó en 1961 para añadir el nombre del estado en la parte inferior de la bandera ".

## Historia
La bandera de Kansas fue diseñada en 1925, oficialmente aprobada por la Legislatura del Estado de Kansas en 1927 y en 1961 fue modificada por última vez.
El gobernador Ben Paulin la utilizó por primera vez en el Fort Riley en 1927, ante las tropas apostadas en el fuerte y la Guardia Nacional de Kansas.